# Imane Laurence
Imane Laurence (julho de 2000) é uma atriz francesa. Ela ganhou o Premio de melhor Atriz no Festival Internacional de curtas-Mertagens de Clermont Ferrand 2019 na França.

## Biografia
Imane Laurence cresceu na Ilha de Noirmoutier, França.
Imane Laurence actua em três principais curtas da realizadora Heloise Pelloquet, Como uma grande (2014), A Idade das sirenas (2016) e Coté cœur (2018), premiados em vários festivais nacionais e internacionais.

## Filmografia
- 2014 : Como uma grande
- 2016 : A Idade das sirenas
- 2018 : Coté cœur

## Distinção
- Prêmio Adami de interpretação, melhora actriz, Festival de Clermont-Ferrand, França, 2019[2]
- Menção especial, prêmio de interpretação feminina, Festival Primeiro Planos de Angers, França 2015[3]